# Gustave Koeckert
Gustave Koeckert (Ginevra, 23 ottobre 1860 – Ginevra, 31 maggio 1948) è stato un violinista e docente tedesco.

## Biografia
Gustave Koeckert, nacque in una famiglia di origine tedesca. Fu allievo del padre Adolph e di César Thomson a Liegi. Intrapresa la carriera di concertista, Koeckert fu poi professore di violino a Ginevra e a Losanna. Influenzato dagli insegnamenti di Thomson, Koeckert ne espose i principi dal punto di vista tecnico-scientifico nel saggio Les Principes rationnels de la technique du violon (1904) dedicato a Thomson.
Divisa in tre parti (La Tecnica dell’arco, Della mano sinistra, Riassunto e applicazioni) l’opera di Koeckert è volta «a chiarire i principali mezzi tecnici dell’Arte del Violino». È una fonte preziosa di riflessioni teorico-pratiche che mirano a chiarire i principî fisiologici della tecnica del violino.

## Scritti
- Les Principes rationnels de la technique du violon, Leipzig, Breitkopf & Härtel, 1904; Rationelle Violintechnik, aus dem Französischen übersetzt vom Verfasser, Leipzig, Breitkopf & Härtel, 1909; Les Principes Rationnels de la Technique du Violon par G. Koeckert, Professeur supérieur de violon au Conservatoire de Musique de Lausanne, 2e édition, revue et augmentée,  Leipzig, Breitkopf & Härtel, 1913; La tecnica del violino. I principî razionali, tr. it. di Bianca Maria Buva, Torino, Fratelli Bocca editori, 1925
- Notes pous servir de complément à ma technique du violon, Genève, Henn, 1941

- (in collaborazione) La musique polonaise; essai historique sur le développement de l'art musical en Pologne, par Henryk Opienski, en collaboration avec G. Koeckert; préface de A. Sérieyx; supplément musical, frontispice et lettres ornées, dessinés et gravés sur bois par B. Czarkowski; musique autographiée par J. Andrzejewski, Paris, G. Crés, 1918
- Règles pour la construction des violons, altis, violoncelles et basses de viole. Mémoire présenté à l'Académie royale des sciences, lettres et arts de Padoue au concours pour le prix des arts de l'année 1782, par Antonio Bagatella, 2e édition, traduction française de G. Koeckert, Impr. P.-E. Crivet, 1934